# Championnat danois des voitures de tourisme
Pour les articles homonymes, voir DTC.

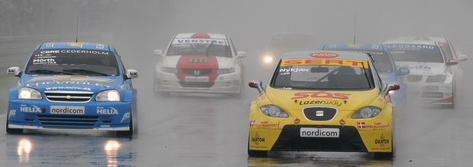
Championnat danois des voitures de tourisme, 2007

Le Championnat danois des voitures de tourisme ou Danish Touringcar Championship (en abrégé le DTC) était une série de courses de Voitures de tourisme au Danemark.
La première saison de la DTC a été en 1999, après l'énorme succès en Scandinavie du Championnat britannique des voitures de tourisme. 

Pour les deux premières années, il était connu comme le Challenge danois de Voitures de tourisme.
La dernière saison du DTC a été en 2010, lorsque la série a fusionné avec le Championnat suédois des voitures de tourisme pour former le Championnat scandinave des voitures de tourisme,

## Règlement
Système de Points:
| Position | 1er | 2e | 3e | 4e | 5e | 6e | 7e | 8e | 9e | 10e | 11e | 12e | 13e | 14e | 15e |
| Points   | 20  | 17 | 15 | 13 | 11 | 10 | 9  | 8  | 7  | 6   | 5   | 4   | 3   | 2   | 1   |
| -------- | --- | -- | -- | -- | -- | -- | -- | -- | -- | --- | --- | --- | --- | --- | --- |

Au classement final; il est retiré les cinq plus mauvais résultats de chaque coureur. Cependant, on ne peut pas soustraire la course  où le pilote a été disqualifié ou la dernière course de la saison.
Équipe:

Chaque équipe ne peut avoir que deux voitures qui comptent pour le championnat par équipe, et les voitures doivent être de la même marque. Les points sont attribués selon le même système que pour les coureurs.
DTC Cup:

Quand le DTC a vu progressivement être dominé par des pilotes professionnels, il a été décidé d'introduire un championnat séparé pour les pilotes privés, pour rendre le DTC plus attrayant pour les pilotes qui ne sont pas des coureurs à temps plein, et ne disposent pas des mêmes ressources que les grandes équipes. La DTC Cup a été introduit en 2003. Les coureurs privés participent également au classement du championnat général.

## Champions
DTC
| Saison | Pilote          | Équipe                        | Voiture           |
| ------ | --------------- | ----------------------------- | ----------------- |
| 1999   | Jesper Sylvest  | Sylvest Motorsport            | Peugeot 306 GTi   |
| 2000   | Michael Carlsen | Team Carlsen BP               | Peugeot 306 GTi   |
| 2001   | Michael Carlsen | Team Carlsen BP               | Peugeot 306 GTi   |
| 2002   | Jason Watt      | Peugeot Statoil Motorsport    | Peugeot 307 XSi   |
| 2003   | Jan Magnussen   | Peugeot Statoil Motorsport    | Peugeot 307 GTi   |
| 2004   | Casper Elgaard  | Team Essex Invest             | BMW 320i E46      |
| 2005   | Casper Elgaard  | Team Essex Invest             | BMW 320i E46      |
| 2006   | Casper Elgaard  | Team Essex Invest             | BMW 320i E90      |
| 2007   | Michel Nykjær   | SEAT Racing Team              | SEAT León         |
| 2008   | Jan Magnussen   | Den Blå Avis Fleggaard Racing | BMW 320i E90      |
| 2009   | Michel Nykjær   | Chevrolet Motorsport Denmark  | Chevrolet Lacetti |
| 2010   | Casper Elgaard  | Team Telesikring              | BMW 320i E90      |

DTC Cup
| Saison | Pilote               | Équipe                  | Voiture                 |
| ------ | -------------------- | ----------------------- | ----------------------- |
| 2003   | Jesper Sylvest       | Sylvest Motorsport      | Citroën Xsara Coupé VTS |
| 2004   | Mike Legarth         | Connection Racing       | BMW 320i E46            |
| 2005   | Michael Carlsen      | Carlsen BP Motorsport   | Peugeot 307 CC          |
| 2006   | Philip Andersen (en) | Team Essex Development  | BMW 320i E46            |
| 2007   | Michael Outzen       | JM Racing               | BMW 320si E90           |
| 2008   | Robert Schlünssen    | Team Peugeot Køge Sport | Peugeot 407             |
| 2009   | Per Poulsen          | Hartmann Honda Racing   | Honda Accord            |

## Source
- (en) Cet article est partiellement ou en totalité issu de l’article de Wikipédia en anglais intitulé « Danish Touringcar Championship » (voir la liste des auteurs).